# Koy Thuon
Koy Thuon (tiếng Khmer: កុយ ធួន, 1933–1977) là một chính trị gia Campuchia và là thành viên cấp cao của Khmer Đỏ. Ông từng là Bộ trưởng bộ công nghiệp và là Bí thư khu Bắc dưới thời Khmer Đỏ.
Koy Thuon đã bị Pol Pot và Nuon Chea thanh trừng và bị đưa đến trại an ninh S-21 thẩm vấn với lời buộc tội phản bội và là gián điệp CIA vào tháng 4 năm 1977. Chỉ một tháng sau ông bị xử tử.

## Tiểu Sử
Koy Thuon sinh năm 1933. Vào cuối thập niên 1940 ông học tại một trường trung học nổi tiếng là Lycée Sisowath ở Phnom Penh, sau đó nhận được học bổng và được du học tại Pháp cùng với Hu Nim, Hou Yuon, Khieu Samphan và Toch Phuon.
Năm 1955 ông về Campuchia và trở thành giáo viên tại một trường trung học nơi Son Sen đang làm hiệu trưởng.
Năm 1960 ông gia nhập Đảng Nhân Dân Cách mạng Khmer. Đến Tháng 2 năm 1963, ông được bầu làm Ủy viên Ban Chấp hành Trung ương Đảng Cộng sản Campuchia, và đứng thứ 7 trong trung ương đảng (chỉ Sau Pol Pot, Nuon Chea, Ieng Sary, Vorn Vet, So Phim và Son Sen).
Từ năm 1968 đến 1975, ông làm Bí thư khu vực phía Bắc. Đến Tháng 4 năm 1976 thì được giử chức vụ bộ trưởng bộ công nghiệp.
Vào cuối tháng 2 năm 1977, Koy Thuon bị thanh trừng và bị giải đến nhà tù S21 thẩm vấn với cáo buộc làm gián điệp cho CIA và Việt Nam.
Tháng 3 năm 1977, sau khi bị thẩm vấn và bị tra tấn tại nhà tù S21, Koy Thuon miễn cưỡng việc thừa nhận làm gián điệp cho CIA và thông đồng với các lãnh đạo khác âm mưu lật đổ Đảng, lời thú tội của Koy Thuon dẫn đến việc những thành viên cao cấp khác của Khmer Đỏ như Hu Nim, Toch Phuon, Um Neng, Phok Chaay và Nhim Ros cũng lần lượt bị Pol Pot thanh trừng và xử tử.